# Medibank International Sydney 2010
Das Medibank International Sydney 2010 war ein Tennisturnier der WTA Tour 2010 für Damen und ein Tennisturnier der ATP World Tour 2010 für Herren in Sydney. Das Turnier fand zeitgleich mit dem Damentennisturnier Moorilla Hobart International in Auckland vom 10. bis zum 16. Januar 2010 statt.
Titelverteidiger im Einzel waren David Nalbandian bei den Herren sowie Jelena Dementjewa bei den Damen. Im Herrendoppel war die Paarung Bob Bryan und Mike Bryan, im Damendoppel die Paarung Su-Wei Hsieh und Shuai Peng Titelverteidiger.
Bei den Damen gewann im Einzel Jelena Dementjewa gegen Serena Williams mit 6:3, 6:2. Im Doppel gewannen Cara Black / Liezel Huber gegen Tathiana Garbin / Nadja Petrowa mit 6:1, 3:6, [10:3].

## Herrenturnier
→ Hauptartikel: Medibank International Sydney 2010/Herren

## Damenturnier
→ Hauptartikel: Medibank International Sydney 2010/Damen